# Glidmedel

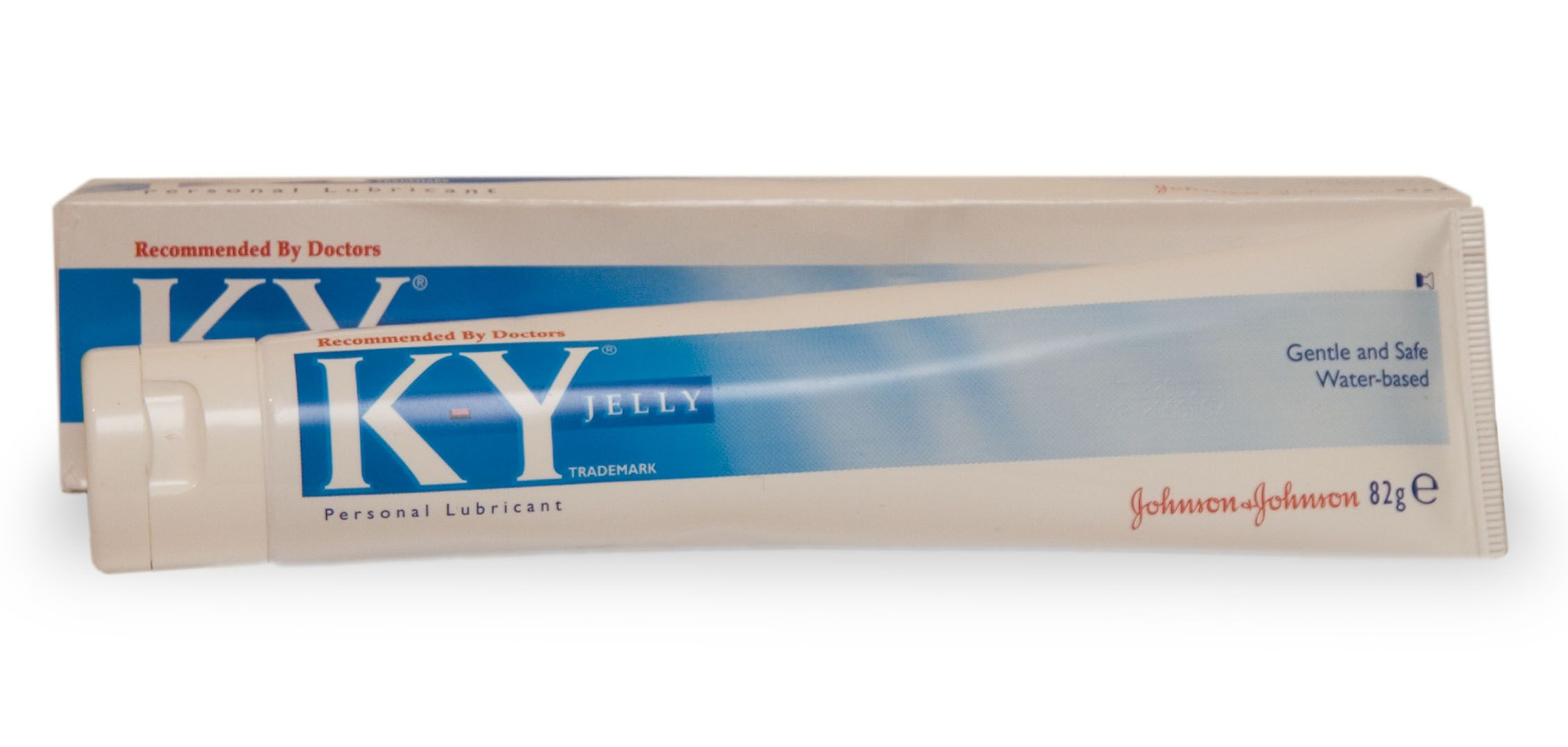
K-Y gel, amerikanskt glidmedel.

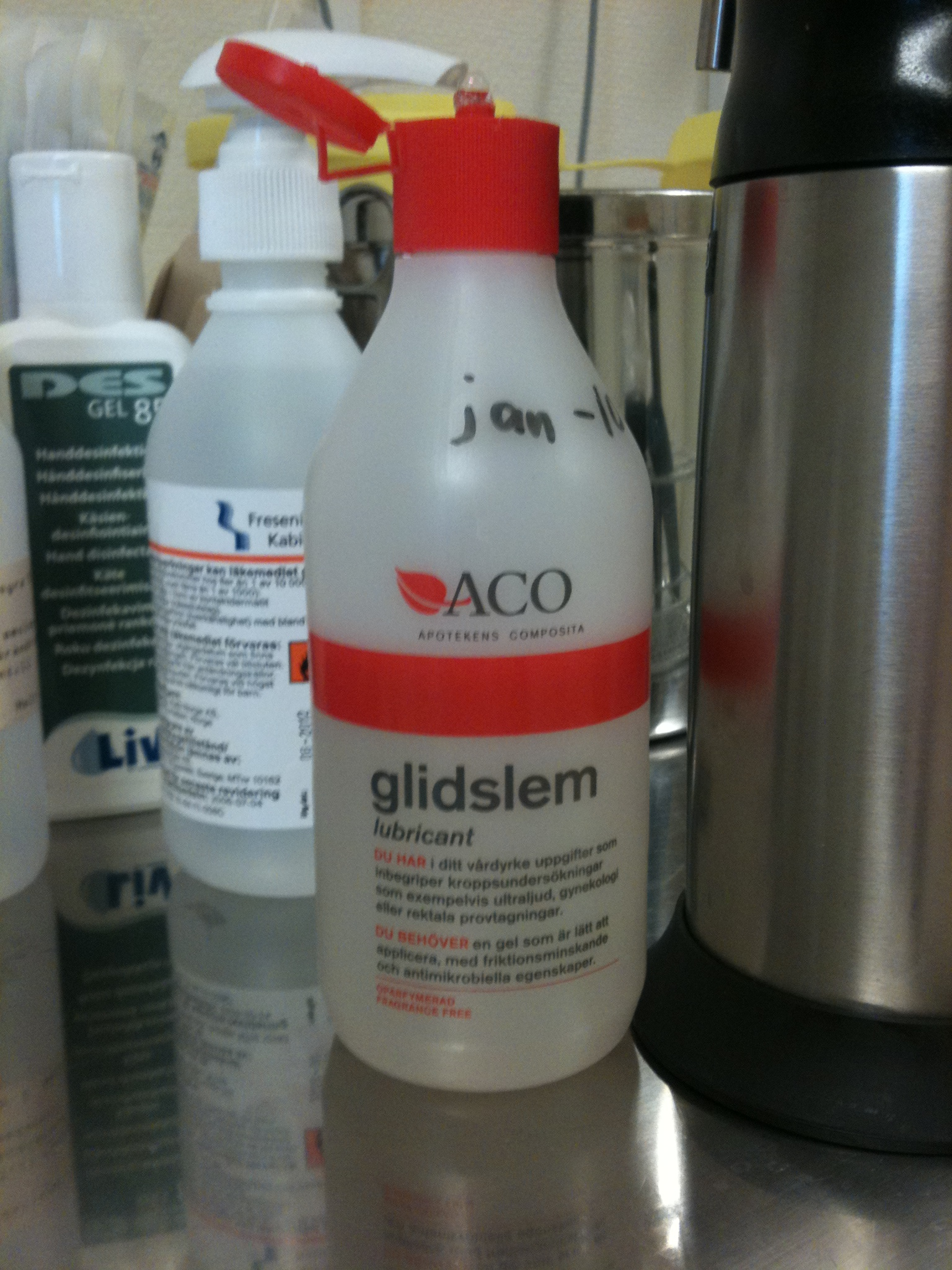
Glidslem avsett för vården

Glidmedel eller glidslem är en substans som minskar friktion (jämför smörjmedel). Glidmedel har flera användningsområden. 
Ordet används till exempel inom industrin och byggnadssektorn när till exempel kablar ska dras genom rör eller då två delar av en konstruktion ska passas ihop.
Vanligtvis menar man dock med glidmedel en produkt som används för att underlätta samlag eller andra sexuella aktiviteter, men även i samband med vissa medicinska undersökningar samt vid införande av mensskydd. 
Det finns tre huvudgrupper av glidmedel på marknaden; vatten-, olje- och silikonbaserade glidmedel. Vattenbaserade är vanligast. Oljebaserade glidmedel har nackdelen att de löser upp latex som kondomer görs av.

## Olika baser ger olika egenskaper
- Vattenbaserade glidmedel är vattenlösliga. De innehåller bland annat vatten och något slags gelbildare. Vattenbaserade glidmedel är billiga och hudvänliga men har en tendens att torka ut. Effekten kommer dock tillbaka om vatten tillsätts. Ett exempel på ett vattenbaserat glidmedel är RFSUs Klick.

- Oljebaserade glidmedel. Oljebaserade glidmedel har någon slags fett eller olja som bas och är därför hydrofoba. Exempel på oljebaserade glidmedel är Vaselin och olivolja. Alla oljebaserade glidmedel försämrar kondomers hållbarhet.

- Silikonbaserade glidmedel. Silikonbaserade glidmedel är dryga och effektiva men är dyra. Många kondomer har inbyggt glidmedel av silikontyp. En nackdel med silikonbaserade glidmedel är att sexleksaker som är gjorda av silikon skadas av glidmedlet.

### Tillsatsämnen
Det finns en rad glidmedel som förutom att vara vatten-, olje- eller silikonbaserade har getts andra egenskaper.
- Spermiedödande glidmedel. Dessa glidmedel används som komplement till andra preventivmetoder.
- Glidmedel med smak och lukt. Vanligen vattenbaserade om de är avsedda för förtäring.
- Värmande glidmedel. Tillsatta för att ge nya sensationer vid sex.

### Genom användning

#### Vaginala smörjmedel
Vaginala glidmedel används för att förbättra den vaginala lubrikationen och minska vaginal torrhet och smärta vid samlag, samt av par som försöker bli gravida. Vid fertilitetsingrepp underlättar användning av glidmedel insamling av spermaprov genom onani. Fertilitetsvänliga glidmedel, även kända som fertilitetsglidmedel, är speciellt formulerade för att vara kompatibla med spermier, vilket underlättar deras framsteg mot befruktning. Vanliga smörjmedel är saliv, oljor eller kommersiellt tillgängliga vattenbaserade eller hydroxietylcellulosabaserade smörjmedel.

#### Specifikt för anal
Många glidmedel är säkra för analsex, men det finns produkter som är särskilt marknadsförda eller utformade för att öka njutningen av analsex. Det är ofta bara en tjockare gel snarare än en vätska. Denna tjockare konsistens är att föredra eftersom den hjälper glidmedlet att hålla sig på plats. Vissa anala glidmedel innehåller bedövningsmedel för att lindra obehag vid analsex, även om detta vanligtvis inte är tillrådligt eftersom bristen på känsla ökar sannolikheten för oavsiktlig skada.

#### Specialsmörjmedel
Värmande smörjmedel innehåller speciella ingredienser som framkallar en känsla av värme. Inandning av dessa typer av smörjmedel kan förbättra effekterna av. "Kylande" eller "stickande" glidmedel kan innehålla ingredienser som pepparmynta. Vissa smörjmedel säljs tillsammans, t.ex. "varmt och kallt", eller säljs för en specifik användning eller effekt.